# Si antes te hubiera conocido
Si antes te hubiera conocido è un singolo della cantante colombiana Karol G, pubblicato il 21 giugno 2024 come primo estratto dal quinto album in studio Tropicoqueta.

## Video musicale
Il video musicale, diretto da Pedro Artola, è stato reso disponibile in concomitanza con l'uscita del brano attraverso il canale YouTube della cantante.

## Tracce
Testi e musiche di Carolina Giraldo Navarro, Andres Jael Correa Rios ed Édgar Barrera.
1. Si antes te hubiera conocido – 3:15

## Formazione
- Karol G – voce, produzione
- Édgar Barrera – produzione
- Sky Rompiendo – produzione
- Luis Barrera Jr – mastering, missaggio
- Joe Iglesias – registrazione

## Classifiche

### Classifiche settimanali
| Classifica (2024-25) | Posizione massima |
| -------------------- | ----------------- |
| Argentina            | 1                 |
| Belgio (Fiandre)     | 6                 |
| Belgio (Vallonia)    | 2                 |
| Bolivia              | 1                 |
| Canada               | 82                |
| Cile                 | 1                 |
| Colombia             | 1                 |
| Costa Rica           | 1                 |
| Ecuador              | 1                 |
| El Salvador          | 1                 |
| Francia              | 16                |
| Italia               | 4                 |
| Lussemburgo          | 5                 |
| Messico              | 2                 |
| Panama               | 2                 |
| Paesi Bassi          | 10                |
| Paraguay             | 1                 |
| Perù                 | 1                 |
| Polonia              | 100               |
| Portogallo           | 1                 |
| Spagna               | 1                 |
| Stati Uniti          | 32                |
| Svizzera             | 7                 |
| Uruguay              | 1                 |

### Classifiche di fine anno
| Classifica (2024) | Posizione |
| ----------------- | --------- |
| Argentina         | 16        |
| Francia           | 74        |
| Italia            | 30        |
| Paesi Bassi       | 64        |
| Portogallo        | 16        |
| Spagna            | 1         |
| Svizzera          | 42        |
| Uruguay           | 15        |

## Riconoscimenti
- American Music Awards[27]
  - 2025 – Candidatura al video musicale preferito
  - 2025 – Candidatura alla canzone latina preferita

- Heat Latin Music Awards[28]
  - 2025 – Canzone dell'anno
  - 2025 – Miglior video musicale

- iHeartRadio Music Awards[29]
  - 2025 – Candidatura alla canzone pop latina/urban dell'anno

- MTV Video Music Awards[30]
  - 2025 – Candidatura al miglior video latino

- Premio Lo Nuestro[31]
  - 2025 – Canzone dell'anno
  - 2025 – Candidatura alla canzone tropicale dell'anno